# Chikako Mese
Chikako Mese () é uma matemática estadunidense, conhecida por seu trabalho em geometria diferencial, análise geométrica e teoria de mapas harmônicos. É professora de matemática na Universidade Johns Hopkins.

## Formação e carreira
Mese se formou na Elk Grove High School (Elk Grove Village, Illinois) em 1987. Como jogadora de softbol em Elk Grove, quebrou o recorde nacional de número de "corridas" (pontos) marcadas em uma temporada, com 69 corridas. Embora principalmente um catcher, jogou em sete posições diferentes para sua equipe, e também empatou o recorde estadual de mais caminhadas em uma temporada, 35.
Obteve um diploma de bacharel em 1991 do programa de honras da Universidade de Dayton, com especialização em matemática, e completou um Ph.D. em matemática na Universidade Stanford em 1996. Sua tese, Minimal Surfaces and Conformal Mappings Into Singular Spaces, foi orientada por Richard Schoen.
Antes de ingressar no corpo docente da Universidade Johns Hopkins em 2004 como professora associada, ocupou cargos de professora assistente na Universidade do Sul da Califórnia e no Connecticut College. Na Johns Hopkins foi a primeira matemática feminina tenure. Foi promovida a professora plena em 2007 e chefiou o departamento de matemática de 2008 a 2011.

## Reconhecimento
Em 2007 a Elk Grove High School reconheceu Mese como uma aluna distinta. Foi nomeada Simons Fellow pela Fundação Simons em 2017. Foi eleita fellow da American Mathematical Society na classe de 2020, por "contribuições para a teoria dos mapas harmônicos e suas aplicações, e por serviço à comunidade matemática".